# Hrvoje Vukčić Hrvatinić
Hrvoje Vukčić Hrvatinić (ur. ok. 1350, zm. 1416) – ban Dalmacji i Chorwacji, wojewoda Splitu, wielki wojewoda Bośni i książę regionu Donji kraji.

## Życiorys
Hrvoje Vukčić Hrvatinić urodził się ok. 1350 roku jako najstarszy syn wojewody Vukaca Hrvatinića.
Po raz pierwszy wzmiankowany jest w dokumencie z 1376 roku jako książę i wierny rycerz króla Ludwika Węgierskiego (1326–1382). W 1380 roku król Bośni Tvrtko I Kotromanić (1338–1391) nadał mu tytuł wielkiego wojewody Bośni oraz ziemie parafii Lašva.
Po śmierci Ludwika Węgierskiego, Hrvoje opowiedział się po stronie Władysława I (1376–1414) w konflikcie o sukcesję z Zygmuntem Luksemburskim (1368–1437). W 1391 roku Władysław I powierzył mu administrację Dalmacji i Chorwacji. Siedem lat później Hrvoje uczestniczył w wyborze Stefana Ostoi Kotromanića na króla Bośni. Po koronacji na króla Węgier w Zadarze w 1403 roku, Władysław I mianował Hrvoja swoim namiestnikiem na terenach Węgier, Chorwacji, Dalmacji i Bośni, a także wojewodą Splitu, a natomiast sam powrócił do Neapolu. Hrvoje otrzymał wówczas również wyspy Brač, Hvar i Korčulę. Odtąd nosił tytuł wojewody Splitu, bana Dalmacji i Chorwacji, wielkiego wojewody Bośni i księcia regionu Donji kraji. Hrvoje rezydował w miejscowości Jajce w Bośni oraz w Splicie. Ożenił się z Jeleną Nelipić, z którą miał syna Balšę. Bił własne monety, a za jego panowania powstały bogato iluminowane rękopiśmienne księgi głagolickie: mszał Hrvoja i kodeks Hrvoja.
Zygmunt Luksemburski wielokrotnie wyprawiał się zbrojnie na Bośnię, by usunąć Hrvoja. Po tym jak Stefan Kotromanić sprzymierzył się z Zygmuntem, Hrvoje uczestniczył w spisku, który doprowadził do obalenia Kotromanicia i wyboru nowego króla w 1404 roku – Tvrtki II Kotromanića. Razem z tym monarchą zapoczątkował ruch przeciwko Luksemburczykowi. Jednak po wojskowej interwencji Zygmunta i maskarze armii bośniackiej w 1408 roku, sprzymierzył się z dotychczasowym przeciwnikiem i utrzymał swoją pozycję.
Po inwazji na sąsiednie ziemie Zahumla w posiadaniu Sandalja Hranića, który wspierał Zygmunta w walce z Turkami, Hrvoje ściągnął na siebie gniew Luksemburczyka. W 1413 roku został ogłoszony rebeliantem i heretykiem, a jego dobra skonfiskowano. Zwrócił się wówczas do bośniackich szlachciców oraz Turków osmańskich i z ich pomocą pokonał armię węgierską w 1415 roku pod Lašvą, co otworzyło drogę do inwazji tureckiej na tereny Bośni i Chorwacji. Hrvoje odzyskał władzę, lecz na krótko – zmarł po roku.